# Marquês da Graciosa
Marquês da Graciosa é um título nobiliárquico português criado por D. Luís I de Portugal por Decreto de 25 de setembro de 1879 em favor de Fernando Afonso Geraldes de Melo de Sampaio Pereira, 1.º Visconde e 1.º Conde da Graciosa.

## Visconde da Graciosa (1840)
Título nobiliárquico criado por D. Maria II de Portugal por Decreto de 5 de Fevereiro de 1840 em favor de Fernando Afonso Geraldes de Melo de Sampaio Pereira.

### Titulares
1. Fernando Afonso Geraldes de Melo de Sampaio Pereira, 1.º Visconde, Conde e Marquês da Graciosa

### Armas
As dos Marqueses da Graciosa.

## Condes da Graciosa (1852)
Título nobiliárquico criado em duas vidas por D. Maria II de Portugal por Decreto de 12 de Junho de 1852 em favor de Fernando Afonso Geraldes de Melo de Sampaio Pereira, 1.º Visconde da Graciosa.

### Titulares
1. Fernando Afonso Geraldes de Melo de Sampaio Pereira, 1.º Visconde, Conde e Marquês da Graciosa
2. Fernando de Melo Geraldes de Sampaio e Bourbon, 2.º Conde e 2.º Marquês da Graciosa

### Armas
As dos Marqueses da Graciosa.

## Marqueses da Graciosa (1879)
Título nobiliárquico criado por D. Luís I por Decreto de 25 de setembro de 1879 em favor de Fernando Afonso Geraldes de Melo de Sampaio Pereira, 1.º Visconde e Conde da Graciosa.

### Titulares
1. Fernando Afonso Geraldes de Melo de Sampaio Pereira, 1.º Visconde, Conde e Marquês da Graciosa
2. Fernando de Melo Geraldes de Sampaio e Bourbon, 2.º Conde e 2.º Marquês da Graciosa
3. Francisco Furtado de Melo de Mesquita Geraldes, 3.º Marquês da Graciosa
4. João Filipe de Melo Osório de Meneses Pita, 4.º Marquês da Graciosa
5. Fernando Afonso de Melo Geraldes de Sampaio Pereira de Figueiredo, 5.º Marquês da Graciosa
6. Fernando Afonso de Andrade Santos Pereira de Figueiredo, 6.º Marquês da Graciosa[2]

### Armas
Escudo esquartelado: I - Figueiredo: de vermelho com cinco folhas de figueira de verde perfiladas de ouro postas em sautor; II - Pereira: de vermelho, com um cruz florenciada de prata vazia do campo; III - Melo: de vermelho, com uma cruz dupla de ouro acompanhada de seis besantes de prata nos vãos; bordadura de ouro; IV - Sampaio: esquartelado: 1 e 4 - de ouro, com uma águia de púrpura aberta; 2 e 3 - xadrezado de ouro e de negro: bordadura de vermelho com oito elos de corrente de ouro abertos com a letra S.